# Toungouska Inférieure
Pour les articles homonymes, voir Toungouska.

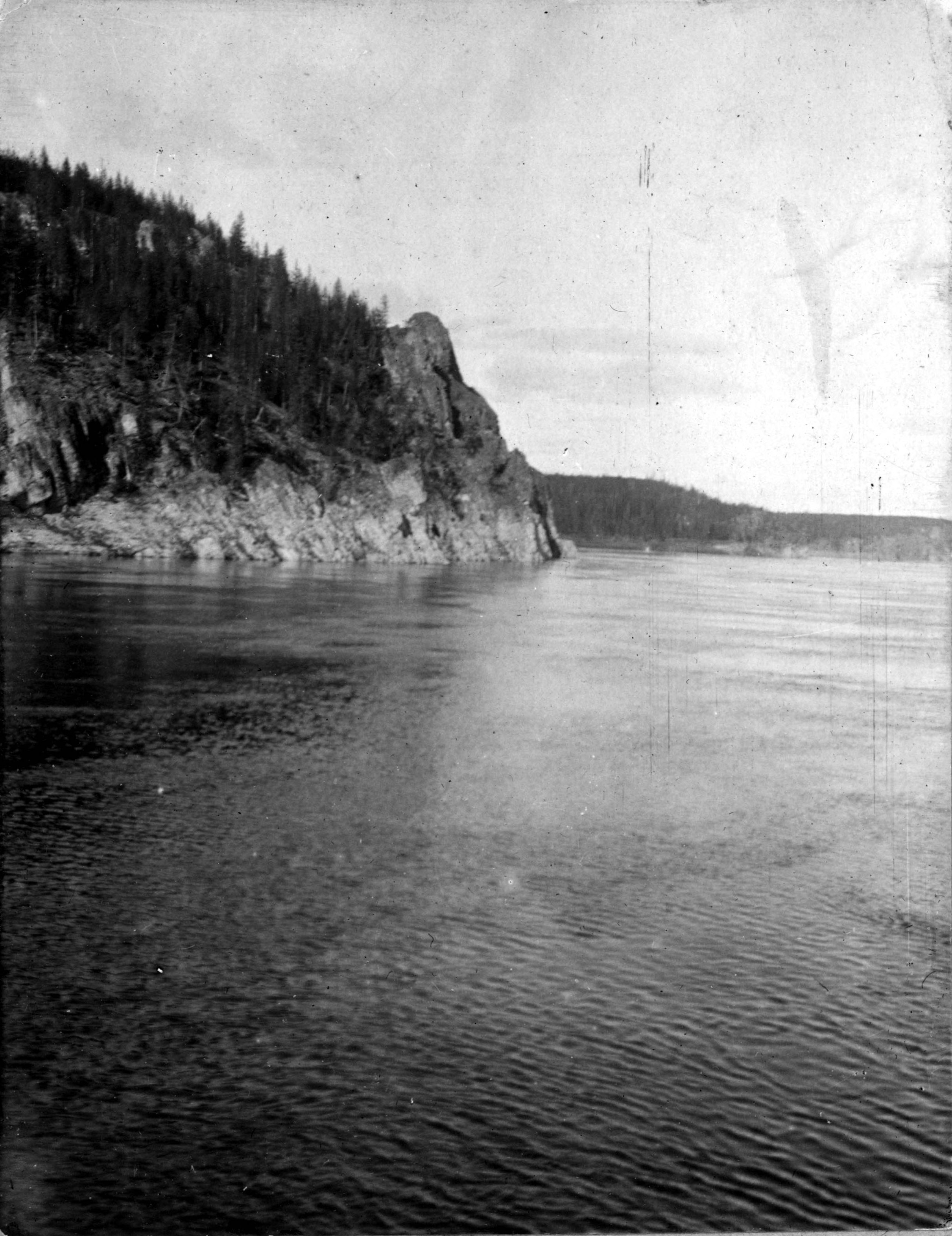
Rivage rocheux de la Toungouska Inférieure

La Toungouska Inférieure (en russe : Нижняя Тунгуска, Nijniaïa Toungouska) est une rivière de Russie et un affluent de l'Ienisseï. Son cours long de 2 989 km est entièrement situé en Sibérie.

## Géographie
Le bassin de la Toungouska Inférieure a une superficie de 473 000 km2, surface presque aussi vaste que celle de l'Espagne. Son affluent le plus important est le Kotchetchoum, qui la rejoint non loin de Toura.
La rivière prend naissance dans le massif de Sibérie centrale, dans l'oblast d'Irkoutsk, à environ 300 km au nord de Bratsk, à une altitude de 800 mètres. Elle coule d'abord vers le nord-est à travers le massif parallèlement et à seulement quelques kilomètres du fleuve Léna. Tandis que cette dernière continue vers le nord-est, la Toungouska Inférieure incline son cours vers le nord puis vers le nord-ouest, avant de se jeter dans l'Ienisseï près de Touroukhansk, à environ 340 km au sud de Norilsk.
Dans son cours inférieur, la rivière coule au travers de nombreux lacs dont certains ont jusqu'à 20 kilomètres de largeur. Elle est aussi entrecoupée de rapides. 
Le débit inter annuel moyen de la Toungouska Inférieure au niveau de son embouchure est de 3 750 m3/s. Lors de la débâcle de printemps, son débit instantané peut atteindre 70 000 m3/s, c'est-à-dire quarante fois le débit moyen du Rhône en fin de parcours.

## Géologie
Aleksander Czekanowski (1833-1876), géologue et explorateur.de la Sibérie centrale, est l'auteur de la première description géologique de la Toungouska inférieure où il découvre du charbon et du graphite.

## Gel et navigabilité
La Toungouska Inférieure est gelée d'octobre à mai, et dégèle dans son cours supérieur, de mai à juin, et dans son cours inférieur, de mai à juillet. 

En dehors de cette très longue période hivernale, elle est navigable depuis la localité de Toura, à 873 kilomètres de son point de confluence et à une altitude 125 mètres.

## Affluents
- D'amont en aval :
  - La Nepa (Непа) (rive gauche)
  - La Bolchaïa Erioma (Большая Ерёма) (rive gauche)
  - L'Ilimpeïa (Илимпея) (rive gauche)
  - Le Kotchetchoum (Кочечум) (rive droite)
    - L'Embentchimè (Эмбенчимэ) (rive droite)
    - Le Tourou (Туру) (rive gauche)
    - Le Tembentchi (Тембенчи) (rive droite)

  - Le Iamboukan (Ямбукан) (rive droite)
  - Le Vivi (Виви) (rive droite)
  - La Taïmoura (Таймура) (rive gauche)
  - L'Outchami (Учами) (rive gauche)
  - La Toutontchana (Тутончана) (rive droite)
  - Le Ieratchimo (Ерачимо) (rive droite)
  - La Severnaïa (Северная) (rive droite)

## Hydrométrie - Les débits à Bolchoï Porog
Le débit de la Toungouska Inférieure a été observé pendant 58 ans (1938-1999) à Bolchoï Porog, localité située à quelque 125 kilomètres en amont de son confluent avec l'Ienisseï . 
À Bolchoï Porog, le débit annuel moyen ou module observé sur cette période a été de 3 490 m3/s pour une surface prise en compte de 447 000 km2, soit près de 95 % du bassin versant total de la rivière.
La lame d'eau écoulée dans ce bassin versant atteint ainsi le chiffre de 246 millimètres par an, ce qui doit être considéré comme assez élevé, du moins pour la Sibérie qui connaît des valeurs souvent moindres.
Comme la plupart des grands cours d'eau sibériens, la Toungouska Inférieure est une rivière abondante mais très irrégulière, et qui présente deux saisons bien marquées.  
Les hautes eaux se déroulent de mai à juillet, et correspondent à la fonte des neiges et au dégel. En juin, la débâcle est totale et souvent impressionnante. Dès le mois de juillet, le débit de la rivière baisse rapidement, mais garde généralement un débit consistant jusqu'à la saison des basses eaux qui a lieu en hiver et au début du printemps, de novembre à avril, et durant laquelle les débits mensuels sans être minimes, peuvent descendre extrêmement bas. 

Le débit moyen mensuel observé en avril (minimum d'étiage) ne se monte qu'à 227 m3/s, soit à peu près 100 fois moins que le débit moyen du mois de juin (19 701 m3/s), ce qui témoigne de la très forte amplitude des variations saisonnières. Sur la période d'observation de 58 ans, le débit mensuel minimal a été de 27,8 m3/s (mars 1969) - il s'agissait d'un hiver exceptionnellement sec -, tandis que le débit mensuel maximal s'est élevé à 31 500 m3/s (juin 1959). 

Quant aux débits moyens annuels, ils ont oscillé entre 2 861 m3/s en 1967, et 4 690 m3/s en 1974.

## Équipement hydroélectrique
À environ 120 km de la confluence de la Toungouska Inférieure avec l'Ienisseï, il est prévu (2010) de construire le barrage de Touroukhansk d'une hauteur de plus ou moins 200 m. Il sera doté de l'usine hydroélectrique la plus puissante du monde avec une puissance de 12 000 à 20 000 MW selon les sources.